# 성 베드로좌 성직 자치단

성 베드로좌 성직 자치단의 문장

성 베드로좌 성직 자치단(라틴어: Ordinariatus Personalis
Cathedrae Sancti Petri)은 가톨릭교회와 완전한 친교를 갈망하는 미국 성공회 신자들을 위해 설립한 미국의 가톨릭교회 성직 자치단이다. 2012년 1월 1일 교황 베네딕토 16세의 사도적 서한 《성공회 신자 단체(Anglicanorum coetibus)》에 따라 설립되었다.
성 베드로좌 성직 자치단은 성공회의 고유 전례를 보존하면서도 가톨릭교회와 완전한 친교를 이루고자 하는 옛 성공회 성직자와 신자들을 위해 설립되었다. 수호성인은 월싱엄의 성모이다.

## 같이 보기
- 성공회
- 미국 성공회
- 월싱엄의 성모 성직 자치단